# Vereinigte IKK

Logo vom 1. Februar 2009 bis 30. Juni 2010.

Die Vereinigte IKK mit Hauptsitz in Düsseldorf war eine der größten Innungskrankenkassen. Die Vereinigte IKK war für alle Bundesländer geöffnet. Sie ging in der IKK classic, nach Beschlüssen der Verwaltungsräte vom 5. Juli 2011, zum 1. August 2011 auf.

## Geschichte
Sie entstand seit 2002 durch Vereinigung bzw. Aufnahme mehrerer Innungskrankenkassen und einer Betriebskrankenkasse eines privaten Versicherungsunternehmens:
- 1. Januar 2002: IKK Südwestfalen, IKK Münsterland, IKK Ostwestfalen-Lippe und IKK Westfalen-Mitte; Namensänderung auf IKK Westfalen-Lippe
- 1. Januar 2003: IKK Weserbergland und IKK Rotenburg (Wümme); Namensänderung auf IKK Westfalen (Lippe-Weserbergland-Rotenburg/Wümme)
- 1. Juli 2005: IKK Bayern; Namensänderung auf Vereinigte IKK
- 1. Februar 2009: Signal Iduna BKK; Namensänderung auf SIGNAL IDUNA IKK
- 31. Dezember 2009: numIKK
- 1. Juli 2010: Innungskrankenkasse Nordrhein; Namensänderung zurück auf Vereinigte IKK

## Beitragssätze
Seit 1. Januar 2009 wurden die Beitragssätze vom Gesetzgeber einheitlich vorgegeben. Es wurde kein Kassenindividueller Zusatzbeitrag erhoben.